# Galium verrucosum
Galium verrucosum é uma espécie de planta com flor pertencente à família Rubiaceae. 
A autoridade científica da espécie é Huds., tendo sido publicada em Philos. Trans. 56: 251 (1767).
Os seus nomes comuns são erva-confeiteira ou raspa-língua.

## Portugal
Trata-se de uma espécie presente no território português, nomeadamente os seguintes táxones infraespecíficos:
- Galium verrucosum subsp. verrucosum - presente em Portugal Continental e no Arquipélago da Madeira. Em termos de naturalidade é nativa das duas regiões atrás referidas. Não se encontra protegida por legislação portuguesa ou da Comunidade Europeia.